# Cambronne-lès-Clermont
Cambronne-lès-Clermont és un municipi francès, situat al departament de l'Oise i a la regió dels Alts de França. L'any 2007 tenia 1.034 habitants.

## Demografia

### Població
El 2007 la població de fet de Cambronne-lès-Clermont era de 1.034 persones. Hi havia 370 famílies de les quals 56 eren unipersonals (24 homes vivint sols i 32 dones vivint soles), 135 parelles sense fills, 167 parelles amb fills i 12 famílies monoparentals amb fills.
La població ha evolucionat segons el següent gràfic:
Habitants censats

### Habitatges
El 2007 hi havia 412 habitatges, 383 eren l'habitatge principal de la família, 10 eren segones residències i 18 estaven desocupats. 403 eren cases i 9 eren apartaments. Dels 383 habitatges principals, 345 estaven ocupats pels seus propietaris, 32 estaven llogats i ocupats pels llogaters i 6 estaven cedits a títol gratuït; 1 tenia una cambra, 16 en tenien dues, 36 en tenien tres, 100 en tenien quatre i 231 en tenien cinc o més. 310 habitatges disposaven pel capbaix d'una plaça de pàrquing. A 117 habitatges hi havia un automòbil i a 241 n'hi havia dos o més.

### Piràmide de població
La piràmide de població per edats i sexe el 2009 era:
| Homes | Edats   | Dones |
| ----- | ------- | ----- |
| 0     | 95 o +  | 0     |
| 0     | 90 a 94 | 0     |
| 4     | 85 a 89 | 0     |
| 0     | 80 a 84 | 4     |
| 0     | 75 a 79 | 8     |
| 4     | 70 a 74 | 4     |
| 32    | 65 a 69 | 24    |
| 28    | 60 a 64 | 28    |
| 16    | 55 a 59 | 20    |
| 52    | 50 a 54 | 48    |
| 60    | 45 a 49 | 52    |
| 48    | 40 a 44 | 48    |
| 32    | 35 a 39 | 36    |
| 40    | 30 a 34 | 28    |
| 16    | 25 a 29 | 36    |
| 44    | 20 a 24 | 20    |
| 44    | 15 a 19 | 40    |
| 40    | 10 a 14 | 56    |
| 32    | 5 a 9   | 12    |
| 16    | 0 a 4   | 28    |

## Economia
El 2007 la població en edat de treballar era de 708 persones, 513 eren actives i 195 eren inactives. De les 513 persones actives 480 estaven ocupades (268 homes i 212 dones) i 33 estaven aturades (11 homes i 22 dones). De les 195 persones inactives 88 estaven jubilades, 52 estaven estudiant i 55 estaven classificades com a «altres inactius».

### Ingressos
El 2009 a Cambronne-lès-Clermont hi havia 387 unitats fiscals que integraven 1.044,5 persones, la mediana anual d'ingressos fiscals per persona era de 22.545 €.

### Activitats econòmiques
Dels 13 establiments que hi havia el 2007, 1 era d'una empresa de fabricació d'altres productes industrials, 2 d'empreses de construcció, 3 d'empreses de comerç i reparació d'automòbils, 1 d'una empresa de transport, 1 d'una empresa d'hostatgeria i restauració, 2 d'empreses d'informació i comunicació i 3 d'empreses de serveis.
Dels 3 establiments de servei als particulars que hi havia el 2009, 1 era un paleta, 1 restaurant i 1 agència immobiliària.
L'any 2000 a Cambronne-lès-Clermont hi havia 11 explotacions agrícoles que ocupaven un total de 632 hectàrees.

## Equipaments sanitaris i escolars
El 2009 hi havia una escola elemental.

## Poblacions més properes
El següent diagrama mostra les poblacions més properes.